# Paola & Chiara

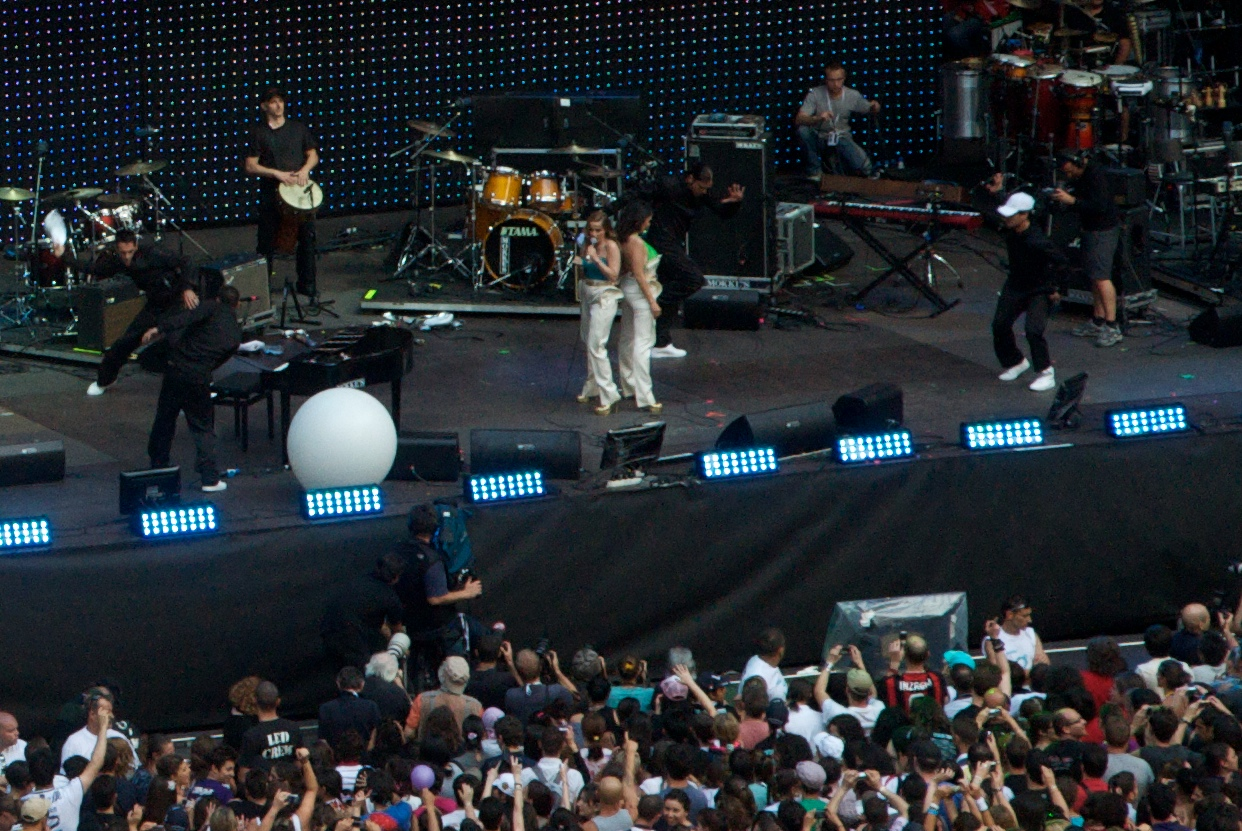

Paola & Chiara je popová hudební skupina založená v roce 1997.
Členy skupiny jsou sestry Chiara (* 27. února 1973) a Paola Iezzi (* 30. března 1974). Obě se narodily v Miláně. Poprvé vystoupily v San Remu v roce 1997. Mezi jejich největší hity patří celoevropsky známý hit Vamos a Bailar z roku 2000, který vyhrával všechny hitparády a hit z roku 2007 Cambiare Pagina, který se v Itálii umístil na 7. místě. Jejich nejnovějším singlem z roku 2008 je Vanity & Pride, který pochází z tenisového prostředí.

## Diskografie

### Studiová alba
- 1997 Ci Chiamano Bambine
- 1998 Giornata Storica
- 2000 Television
- 2002 Festival
- 2004 Blu
- 2007 Win The Game

### Kompilace
- 2000 Television (také anglicky a španělsky)
- 2002 Festival (také anglicky a španělsky)
- 2005 Greatest Hits

### Singly
- 1997 Amici come prima
- 1998 Per te
- 1998 Nina
- 1998 Non puoi dire di no
- 2000 Vamos a bailar
- 2000 Amoremidai
- 2001 Viva el amor
- 2001 Fino alla fine
- 2002 Festival
- 2002 Hey!
- 2003 Kamasutra
- 2004 Blu
- 2005 A modo mio
- 2005 Fatalità
- 2007 Second Life
- 2007 Cambiare Pagina
- 2008 Vanity & Pride